# 피쿠 치즈
피쿠 치즈(포르투갈어: queijo do Pico 케이주 두 피쿠[*])는 포르투갈의 피쿠섬에서 생산되는 소젖 치즈이다. 1998년 6월 19일부터 유럽 연합의 원산지 명칭 보호(PDO)를 받고 있다.